# Дуглас, Джон, 3-й баронет из Келхеда
Сэр Джон Дуглас, 3-й баронет (англ. Sir John Douglas, 3rd Baronet, of Kelhead; ок. 1708 — 13 ноября 1778) — шотландский дворянин и политик, происходил из младшей ветви семьи Дугласов и состоял в родстве с герцогами Куинсберри. В 1741 году он был избран членом парламента от Дамфриссшира, района, контролируемого интересами Куинсберри.
Как и многие члены партии тори, он был сторонником якобитов, а его братья Эрскин (ок. 1725—1791) и Фрэнсис (ок. 1726—1793) участвовали в якобитском восстании 1745 года. Он был арестован в августе 1746 года после того, как Мюррей из Бротона предоставил доказательства того, что он посетил претендента Чарльза за пределами Стерлинга в январе. Освобожденный в 1748 году без предъявления обвинений, он был исключен из Закона о возмещении ущерба 1747 года и вынужден уйти со своего поста.
Постоянно испытывая финансовые трудности, Джон Дуглас был заключен в тюрьму за долги в январе 1778 года и умер в ноябре; ему наследовал его старший сын Уильям.

## Биография
Дуглас родился в Келхеде, Аннан, один из 14 детей и старший сын сэра Уильяма Дугласа, 2-го барона Келхеда (ок. 1675—1733) и Хелен Эрскин (1685—1764).
Около 1730 года он женился на Кристиан Каннингем (1710—1741), дочери сэра Уильяма Каннингема; у них было восемь детей до её смерти в 1741 году, в том числе Уильям (1731—1783), Чарльз (ок. 1732—1775), Стэйр (ок. 1735—1789), Кэтрин, Джанет и Хелен.

## Карьера

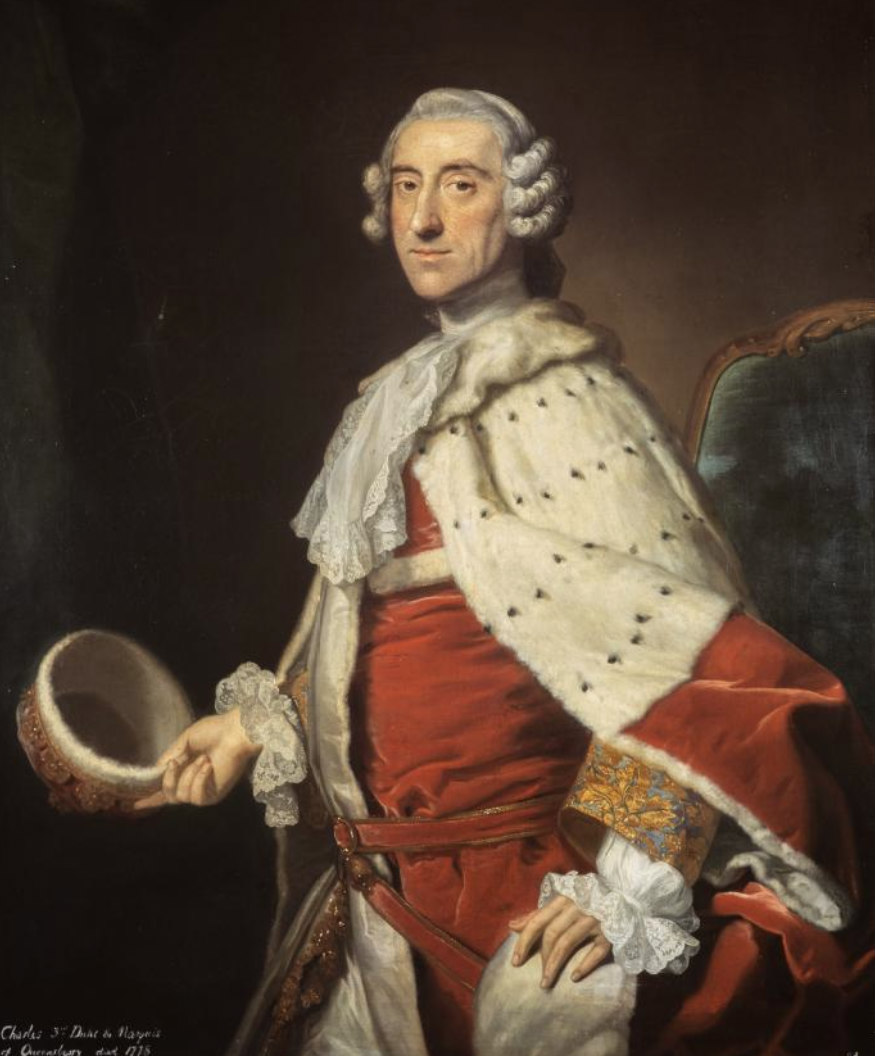
Родственник сэра Джона Чарльз Дуглас, герцог Куинсберри (1698—1778); Джон Дуглас управлял своими политическими делами в Дамфрисшире

Джон Дуглас руководил политическими делами герцога Куинсберри в Дамфрисшире и был членом партии тори или «страны», в значительной степени исключенной из правительства с 1715 по 1760 год. Упадок Роберта Уолпола в конце 1730-х годов дал тори надежду на власть впервые за 25 лет. В 1741 году Джон Дуглас был избран членом парламента Дамфрисшира. В феврале 1742 года премьер-министр Роберт Уолпол был свергнут коалицией тори и патриотов-вигов, которые сразу же заключили сделку со своими коллегами-вигами, чтобы исключить их из нового правительства, известного как министерство широкого дна.
Ярость по этому поводу заставила многих тори искать поддержки у изгнанных Стюартов. Джон Дуглас был связан узами брака или крови со многими из тех, кто участвовал в якобитском восстании 1745 года, включая Джеймса Максвелла из Киркконнелла, лорда Элхо и 5-го графа Тракуэра. В январе 1746 года Джон Дуглас посетил претендента Чарльза во время осады замка Стирлинг. Несмотря на их неспособность присоединиться к вторжению в Англию, он принес послания поддержки от лидеров английских якобитов лорда Бэрримора и сэра Уоткина Уильямса Уинна и заверения, что в Лондоне «ожидают (его) использования» 10 000 фунтов стерлингов . Джон Мюррей из Бротона, который организовал встречу, позже заявил, что был удивлен, «никогда не подозревал (Джона Дугласа) в интересах Претендента» .
Согласно показаниям Джона Мюррея, Джон Дуглас был арестован 14 августа и помещен в лондонский Тауэр; когда его спросили, он отказался отвечать на том основании, что «не будучи адвокатом, он не считает нужным давать какие-либо». Один известный анекдот состоит в том, что когда его спросили, знал ли он Мюррея, Дуглас ответил: «Когда-то я знал…а Мюррей Бротон, но это был джентльмен и человек чести» One famous anecdote is that when asked if he knew Murray, Douglas responded 'once I knew…a Murray of Broughton, but that was a gentleman and a man of honour.'. Это появляется в «Tales of a Grandfather», истории Шотландии, написанной для его внука писателем сэром Вальтером Скоттом; хотя хронология событий в целом точна, многие анекдоты не соответствуют действительности, и для этого нет независимого источника.
Джон Дуглас был освобожден в июне 1748 года, но исключен из Акта о возмещении ущерба 1747 года, положившего конец его политической карьере, и его заменил в качестве члена парламента от Дамфрисшира второй сын герцога Куинсберри, лорд Чарльз Дуглас (1726—1756) . Суд над ним и казнь Ловата были предупреждением для других и положили конец практике, согласно которой высокопоставленные тори, такие как герцог Бофорт, теоретически могли безнаказанно поддержать свержение своего правительства. Сэр Уоткин Уильямс Уинн показывает, почему правительство сочло это необходимым; в конце 1747 года он написал претенденту Чарльзу, в котором утверждал, что его сторонники желают «еще одной счастливой возможности, когда они смогут проявить больше делами, чем на словах, в поддержку достоинства и интересов вашего королевского высочества и дела свободы».
Неспособность управлять финансами и необходимость обеспечивать своих многочисленных братьев и сестер означала, что Джону Дугласу постоянно не хватало денег. В 1745 году семейный наставник Джеймс Хогг отвез его четырех сыновей в Глазго и отправил двух старших в университет, оплатив их расходы сам . Время, проведенное в тюрьме, вызвало у него большую симпатию. Герцог Куинсберри позволил ему жить в Драмланриге и заключил сделку с кредиторами, назначив попечителя, отвечающего за его владения. Шотландские юридические документы показывают, что между сэром Джоном и его кредиторами продолжаются судебные тяжбы, и его владения были снова арестованы в 1758 году.
Младший брат Дугласа Чарльз Дуглас был богатым коммерсантом из Ост-Индии, который умер в 1770 году и оставил свое имущество старшему сыну Джона Уильяму Дугласу. Уильям был также фаворитом герцога Куинсберри, который оставил ему 16 000 фунтов стерлингов, когда он умер в октябре 1778 года. Перспективы его сына позволили Джону Дугласу занять большие суммы денег, но он был заключен в тюрьму за долги в январе 1778 года. Он умер в ноябре 1778 года, через месяц после смерти герцога Куинсберри в октябре.